# 1976 en littérature
| Années de la littérature : 1973 - 1974 - 1975 - 1976 - 1977 - 1978 - 1979    |
| Décennies de la littérature : 1940 - 1950 - 1960 - 1970 - 1980 - 1990 - 2000 |

Cet article présente les faits marquants de l'année 1976 en littérature.

## Événements
- Maryse Condé publie son premier roman : Heremakhonon, qui sera réédité en 1988 sous le titre En attendant le bonheur.

## Parutions

### Bandes dessinées
1. Jijé et Jean-Michel Charlier, Tanguy et Laverdure : Baroud sur le désert, éd. Dargaud.
2. Eduardo Coelho, Víctor de la Fuente (illustrations), Víctor Mora et Jean Ollivier, Histoire de France en BD 8 tomes, éd. Larousse.

### Biographies, mémoires
1. Jean Monnet, Mémoires. Nous ne coalisons pas des États, nous unissons des hommes., éd. Fayard, 642 p..

### Essais
- Emmanuel Le Roy Ladurie, Montaillou.
- Jacques Lacarrière, L’Été grec : une Grèce quotidienne de 4 000 ans, éd. Plon, collection « Terre Humaine »

#### Économie
- Jacques Jublin, Jean-Michel Quatrepoint et Danielle Arnaud, French ordinateurs : de l'affaire Bull à l'assassinat du plan Calcul, Éd. Alain Moreau
- Censor (pseudonyme de Gianfranco Sanguinetti), Véridique Rapport sur les dernières chances de sauver le Capitalisme en Italie, traduit de l'italien par Guy Debord, Éditions Champ libre.
- Jean-Pierre Voyer, Une Enquête sur la nature et les causes de la misère des gens, éd. Champ libre.

#### Histoire
1. Victor Daline, Gracchus Babeuf à la veille et pendant la grande Révolution française : 1785-1794, éd. du Progrès (Moscou) / éd. 1st, 584 p..
2. Pierre Miquel, Histoire de la France, éd. Fayard, 642 p..

#### Arts
- Jacques-Henry Bornecque, Un autre Proust, éd. Nizet
- William Rubin, L’art Dada et Surréaliste, Seghers.
- Gautier-Vignal, Proust connu et inconnu, éd. Robert Laffont.
- Georges Mounin, préface Dominique Aury, Les Problèmes théoriques de la traduction, éd. Gallimard, 296 p..

#### Philosophie et sociologie
1. Raymond Aron, Les Étapes de la pensée sociologique, éd. Gallimard, 662 p..
2. Jean Baudrillard, L’Échange symbolique et la mort, éd. NRF / Gallimard, coll. des Sciences humaines, 347 p..
3. Gilles Deleuze (philosophe) : Rhizome, en collaboration avec le psychanalyste Félix Guattari, éd. de Minuit. Sur  l'importance de la mise en réseaux des hommes et des idées avec son concept-phare de "rhizomes".
4. Jean-Marie Domenach, Le Sauvage et l’Ordinateur, Paris, Gallimard, coll. « Points »
5. Henri Laborit, Éloge de la fuite.
6. Georges Poulet, La Conscience critique (prix quinquennal de l'essai 1976).

#### Politique
1. François Fejtő, Le Coup de Prague, 1948, éd. Le Seuil.
2. Valéry Giscard d'Estaing, Démocratie française, éd. Fayard, 175 p.
3. Alain Peyrefitte, Le Mal français, éd. Plon.
4. Jean-François Revel, La tentation totalitaire, Paris, Éditions Robert Laffont (ISBN 2-22103-611-5)
5. Jaime Semprun, Précis de récupération, illustré de nombreux exemples tirés de l'histoire récente, éd. Champ libre.

#### Religions
1. Georges Duby, Le Temps des cathédrales. L'art et la société, 980-1420, éd. Gallimard, 392 p..
2. Jacques Guillet, L'évangile de Jésus-Christ selon les quatre évangélistes, éd. Le Cerf, 293 p..
3. Chögyam Trungpa, Pratique de la voie tibétaine. Au-delà du matérialisme spirituel, éd. Le Seuil, coll. Points Sagesses, 258 p..
4. Histoire des religions, tome 3, éd. Gallimard, coll. Encyclopédie de la Pléaïde, 1 472 p..

### Poésie
1. Matilde Camus, poète espagnole publie Siempre amor (Amour toujours).
2. Vicente Huidobro, Altazor, éd. Champ Libre.
3. Jacques Prévert, Arbres, éd. Gallimard.

### Publications
1. Brassaï, Le Paris secret des années trente, éd. Gallimard, 192 p.
2. Chantal Bizot, Yvonne Brunhammer, Union centrale des arts décoratifs, Cinquantenaire de l'exposition de 1925, éd. Musée des arts décoratifs, 165 p.
3. Henri Broch, La Mystérieuse Pyramide de Falicon, éd. France-Empire.
4. Monique Wittig, Brouillon pour un dictionnaire des amantes (avec Sande Zeig, sa compagne), Grasset - rééd. 2010.

### Romans

#### Romans francophones
1. Maryse Condé, Heremakhonon.
2. Jean-Louis Curtis, L'Étage noble, éd. Flammarion.
3. André Devigny, Un condamné à mort s'est échappé, éd. Famot (Genève), 215 p..
4. Patrick Grainville, Les Flamboyants, éd. du Seuil, (prix Goncourt).
5. Jacques Lanzmann, Le Têtard, éd. Robert Laffont.
6. Henri Vincenot, Locographie.
7. Raphaële Billetdoux, Prends garde à la douceur des choses, éd. Seuil, prix Interallié.

#### Romans traduits
1. Edgar Lee Masters : Spoon River, éd. Champ libre.
2. Manuel Puig (argentin, 1932-1990) : El beso des la mujer araña.
3. Alexandre Soljenitsyne : L'Archipel du Goulag, tome III.

## Principales naissances
- Hwang Jeong-eun, auteure sud-coréenne.
- Zukiswa Wanner, romancière et journaliste sud-africaine.
- 23 mars : Ludo Sterman, écrivain et journaliste français.
- 16 novembre : Lavie Tidhar, écrivain israélien de science-fiction et de fantasy.

## Principaux décès
- 8 janvier : Pierre Jean Jouve, poète et romancier français, 89 ans.
- 12 janvier : Agatha Christie, la « reine » du roman policier (° 15 septembre 1890), 86 ans.
- 1er février : Edgar Pangborn, écrivain américain de science-fiction, mort à 66 ans.
- 23 avril : Charles Braibant, écrivain français (° 31 mars 1889), 87 ans.
- 4 mai : Henri Bosco, écrivain français (° 16 novembre 1888), 88 ans.
- 11 mai : Yves Régnier, écrivain français, mort à 61 ans.
- 10 septembre : Dalton Trumbo, écrivain et scénariste américain (° 9 décembre 1905), 71 ans.
- 27 septembre : Germaine Mornand, écrivaine française (° 27 mai 1888), 88 ans.
- 25 octobre : Raymond Queneau, écrivain et poète français (° 21 février 1903), 73 ans.
- 9 novembre : Öyvind Fahlström, peintre, écrivain et poète suédois (° 28 décembre 1928), 48 ans.
- 23 novembre : André Malraux, écrivain français (° 3 novembre 1901), 75 ans.